# Skeleton keys
Skeleton keys (vertaling: lopers) is een studioalbum van Iain Matthews. In het voorafgaande jaar kwam een aantal privé-uitgaven uit, Skeleton keys is een officieel album. Het is opgenomen en geproduceerd door Mark Hallman, die ook Pure and crooked had opgenomen/geproduceerd in Congress Sound Studio te Austin (Texas). Matthews zong op dit album losjes en geïnspireerd zoals in het begin van zijn solocarrière.  Het album vermeldde voor het eerst Perfect Pitch Production, Matthews eigen maatschappij. De laatste twee tracks lieten horen welke richting Matthews later zou opgaan, meer de kant van de intieme jazz.

## Musici
- Iain Matthews – zang, akoestische gitaar
- Mark Hallman – toetsinstrumenten, basgitaar, mondharmonica, achtergrondzang
- Steve Meador – slagwerk

met
- David Hayes – akoestische basgitaar
- Michael Ramos – accordeon
- Scott Neubert – dobro
- Gene Elders- viool
- Paul Glasse – mandoline
- Julian Dawson – harmonica op Back of the bus
- Robert McEntry -gitaar

## Muziek
Alle van Iain Matthews

| Nr. | Titel                         | Duur |
| --- | ----------------------------- | ---- |
| 1.  | Cover girl                    | 4:17 |
| 2.  | Jumping off the roof          | 3:50 |
| 3.  | Compass and chart             | 5:05 |
| 4.  | God’s empty chair (for Miles) | 3:22 |
| 5.  | True location of the heart    | 3:58 |
| 6.  | Back of the bus               | 4:35 |
| 7.  | A cross to bear               | 3:46 |
| 8.  | The ties we break             | 4:17 |
| 9.  | Timing                        | 3:17 |
| 10. | Get it back                   | 3:29 |
| 11. | Every crushing blow           | 4:06 |
| 12. | Living in reverse             | 4:20 |